# Grand Prix automobile d'Espagne 1981
Résultats du Grand Prix d'Espagne 1981, couru sur le circuit de Jamara le 21 juin 1981.

## Classement
| Pos. | No | Pilote                | Écurie          | Tours | Temps/Abandon                      | Grille | Points |
| ---- | -- | --------------------- | --------------- | ----- | ---------------------------------- | ------ | ------ |
| 1    | 27 | Gilles Villeneuve     | Ferrari         | 80    | 1 h 46 min 35 s 019 (149,156 km/h) | 7      | 9      |
| 2    | 26 | Jacques Laffite       | Ligier-Matra    | 80    | + 0 s 211                          | 1      | 6      |
| 3    | 7  | John Watson           | McLaren-Ford    | 80    | + 0 s 571                          | 4      | 4      |
| 4    | 2  | Carlos Reutemann      | Williams-Ford   | 80    | + 1 s 001                          | 3      | 3      |
| 5    | 11 | Elio De Angelis       | Lotus-Ford      | 80    | + 1 s 231                          | 10     | 2      |
| 6    | 12 | Nigel Mansell         | Lotus-Ford      | 80    | + 28 s 571                         | 11     | 1      |
| 7    | 1  | Alan Jones            | Williams-Ford   | 80    | + 56 s 571                         | 2      |        |
| 8    | 22 | Mario Andretti        | Alfa Romeo      | 80    | + 1 min 00 s 791                   | 8      |        |
| 9    | 16 | René Arnoux           | Renault         | 80    | + 1 min 07 s 071                   | 17     |        |
| 10   | 23 | Bruno Giacomelli      | Alfa Romeo      | 80    | + 1 min 13 s 641                   | 6      |        |
| 11   | 21 | Chico Serra           | Fittipaldi-Ford | 79    | + 1 tour                           | 21     |        |
| 12   | 20 | Keke Rosberg          | Fittipaldi-Ford | 78    | + 2 tours                          | 15     |        |
| 13   | 33 | Patrick Tambay        | Theodore-Ford   | 78    | + 2 tours                          | 16     |        |
| 14   | 14 | Eliseo Salazar        | Ensign-Ford     | 77    | + 3 tours                          | 24     |        |
| 15   | 28 | Didier Pironi         | Ferrari         | 76    | + 4 tours                          | 13     |        |
| 16   | 17 | Derek Daly            | March-Ford      | 75    | + 5 tours                          | 22     |        |
| Nc.  | 3  | Eddie Cheever         | Tyrrell-Ford    | 61    | Non classé                         | 20     |        |
| Abd. | 25 | Jean-Pierre Jabouille | Ligier-Matra    | 52    | Freins                             | 19     |        |
| Abd. | 6  | Héctor Rebaque        | Brabham-Ford    | 46    | Embrayage                          | 18     |        |
| Abd. | 5  | Nelson Piquet         | Brabham-Ford    | 43    | Sortie de piste                    | 9      |        |
| Abd. | 30 | Siegfried Stohr       | Arrows-Ford     | 43    | Moteur                             | 23     |        |
| Abd. | 15 | Alain Prost           | Renault         | 28    | Sortie de piste                    | 5      |        |
| Abd. | 29 | Riccardo Patrese      | Arrows-Ford     | 21    | Moteur                             | 12     |        |
| Abd. | 8  | Andrea De Cesaris     | McLaren-Ford    | 9     | Sortie de piste                    | 14     |        |
| Nq.  | 4  | Michele Alboreto      | Tyrrell-Ford    |       | Non qualifié                       |        |        |
| Nq.  | 31 | Beppe Gabbiani        | Osella-Ford     |       | Non qualifié                       |        |        |
| Nq.  | 9  | Slim Borgudd          | ATS-Ford        |       | Non qualifié                       |        |        |
| Nq.  | 35 | Brian Henton          | Toleman-Hart    |       | Non qualifié                       |        |        |
| Nq.  | 36 | Derek Warwick         | Toleman-Hart    |       | Non qualifié                       |        |        |
| Nq.  | 32 | Giorgio Francia       | Osella-Ford     |       | Non qualifié                       |        |        |

## Pole position et record du tour
- Pole position : Jacques Laffite en 1 min 13 s 754 (vitesse moyenne : 161,662 km/h).
- Meilleur tour en course : Alan Jones en 1 min 17 s 818 au 7e tour (vitesse moyenne : 153,219 km/h).

## Tours en tête
- Alan Jones : 13 (1-13)
- Gilles Villeneuve : 67 (14-80)

## À noter
- 6e et dernière victoire pour Gilles Villeneuve.
- 81e victoire pour Ferrari en tant que constructeur.
- 81e victoire pour Ferrari en tant que motoriste.